# Mars Observer
Mars Observer byla vědecká sonda NASA určená pro geologický průzkum a studium klimatu planety Mars z oběžné dráhy. Odstartovala 25. září 1992 pomocí rakety Titan 3 z letecké základny Eastern Test Range na mysu Canaveral. Tři dny před vstupem na oběžnou dráhu planety byl se sondou ztracen rádiový kontakt a už nikdy nebyl obnoven.

## Hlavní cíle mise
- stanovit globální rozložení prvků a minerálů na povrchu
- provést globální zmapování povrchu a gravitačního pole
- zjistit stav marťanského magnetického pole
- sledovat sezónní změny, množství, zdroje a spad prachových částic
- zkoumat strukturu a cirkulaci atmosféry

## Konstrukce sondy, vybavení
Vlastní tělo a elektronická část Mars Observeru vycházela z konstrukce družic Satcom-K a DMSP/TIROS. Hlavní část měla tvar kvádru o rozměrech 2,1 × 1,5 × 1,1 m. V průběhu přeletové fáze byla ramena vysokoziskové antény, magnetometru (MAG/ER) a gama spektrometru (GRS) rozložena jen částečně. Při plném rozvinutí měla ramena MAG/ER A GRS délku 6 m. Anténa byla umístěna na ramenu o délce 5,5 m, čímž bylo zajištěno, že anténa nebude zastiňovat solární panely sondy.
Změny orientace zajišťovaly čtyři raketové motory. Informace o poloze zařízení určovalo čidlo horizontu (určovalo směr nadiru, když sonda pracovala na oběžné dráze), čest hvězdných čidel, gyroskopy a akcelerometry (pro měření změny polohy a rychlosti) a box s pěti slunečními čidly.

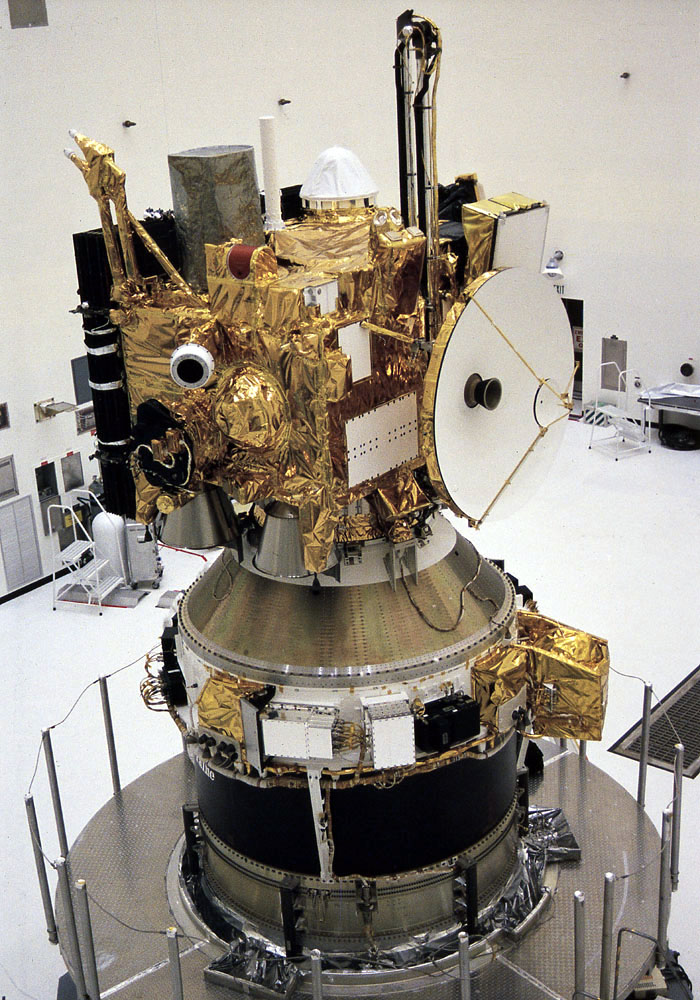
Mars Observer při přípravě ke startu

Napájení zajišťoval šestidílný solární panel o rozměrech 7,0 × 3,7 m. V průběhu přeletové fáze mise byly roztaženy jen čtyři díly, protože byla sonda blíže ke Slunci. Během období, kdy bude sonda pracovat ve stínu planety byly k dispozici dvě niklo-kadmiové baterie, každá o kapacitě 43 Ah.
Během prvních čtyř měsíců od vstupu na orbitální dráhu byla naplánována měření pomocí přístrojů MAG/ER, GRS a termálního spektrometru TES (Thermal Emission Spectrometer) a pak po dosažení finální oběžné dráhy měla sonda začít mapovat povrch. To mělo probíhat během jednoho marťanského roku.

## Přeletová fáze
Fáze letu mezi Zemí a Marsem byla především využita ke kontrole a kalibraci přístrojů a zařízení. Probíhal také sběr dat pomocí MAG/ER a GRS a experiment s výzkumem gravitačních vln.
Kontakt se sondou Mars Observer byl z neznámých důvodů ztracen 21. srpna 1993, tři dny před plánovaným vstupem na oběžnou dráhu, a nikdy už nebyl obnoven. Není známo, zda byla sonda schopna pomocí automatického programu vstoupit na oběžnou dráhu Marsu nebo jestli kolem planety jen proletěla a nyní se nachází na heliocentrické dráze. Spekulovalo se, že pravděpodobně došlo k explozi v palivovém potrubí v průběhu tlakovacích procedur při přípravě na spuštění motoru sondy, který měl korigovat vstup na oběžnou dráhu. Předpokládá se, že se palivo vlivem netěsných ventilů smíchalo s okysličovadlem mimo spalovací komoru.
Přestože nebyly splněny primární cíle mise, probíhalo měření a sběr dat až do chvíle ztráty kontaktu. Celková cena mise Mars Observer včetně vývoje, konstrukce, startu a pozemní podpory se odhaduje na 980 miliónů dolarů. Některé přístroje a experimenty však využily následující tři sondy k Marsu - Mars Global Surveyor, který startoval v roce 1996, Mars Odyssey (2001), a Mars Reconnaissance Orbiter (2005).